# Typ R.1 (tramwaje w Timișoarze)
Typ R.1 – seria dziewięciu dwuosiowych, doczepnych wagonów tramwajowych eksploatowanych dawniej przez sieć tramwajową w Timișoarze w Rumunii. Normalnotorowe wagony jednokierunkowe z nadwoziem o konstrukcji stalowej powstały w latach 60. XX wieku w wyniku przebudowy starszych wagonów doczepnych z drewnianymi nadwoziami. Modernizację przeprowadzono w warsztatach ówczesnego przedsiębiorstwa Întreprinderea de Transport Timișoara.
Wygląd zewnętrzny tramwajów typu R.1 nie różnił się od wyglądu produkowanych w latach 1962–1964 wagonów silnikowych typu T1-62. Wszystkie dziewięć doczep zbudowano wykorzystując wyprodukowane w latach 20. XX wieku doczepy typu C, przy czym pierwsze przebudowane egzemplarze zachowały początkowo numerację wagonów typu C. W 1964 r. tramwajom R.1 nadano nowe numery taborowe:
| Rok przebudowy | Numery taborowe | Uwagi                        |
| -------------- | --------------- | ---------------------------- |
| 1962           | 21, 22          | dawniej typ C 64, 65         |
| 1963           | 23              | dawniej typ C 66             |
| 1964           | 24, 25, 26, 27  | dawniej typ C 11, 68, 67, 69 |
| 1966           | 28, 29          | dawniej typ C 70, 71         |

Początkowo każdy tramwaj typu T1-62 połączono w skład z doczepami R.1-Beiwagen, przy czym przynależność doczepy do danego wagonu silnikowego można było rozpoznać na podstawie jednakowej cyfry jedności numeru taborowego – np. skład 71–21. Po 1969 r. doczepy R.1 kursowały w składach z tramwajami typu Gb 2/2 oraz V58.
W drugiej połowie lat 70. XX wieku, miejscowe przedsiębiorstwo komunikacyjne wycofało doczepy R.1 z eksploatacji i zastąpiło je nowoczesnymi wówczas tramwajami Timiș2. Aby uniknąć zdublowania numerów taborowych, wagonom R.1 jeszcze w roku 1975 nadano numery z zakresu 421–429, gdyż w tym samym roku dostarczono tramwaje doczepne Timiș2 o numerach 21–29. Do dziś nie zachował się ani jeden egzemplarz typu R.1.